# Gamal Al-Sabri
Gamal Mohammed Yahya Al-Sabri (arab. جمال الصبري ;ur. 7 lipca 1998) – jemeński zapaśnik walczący w obu stylach. Zajął dwudzieste miejsce na mistrzostwach świata w 2021. Dwunaste miejsce na igrzyskach azjatyckich w 2018. Drugi na mistrzostwach arabskich w 2019 i trzeci w 2018 roku.